# Длуги, Максим Александрович
Макси́м Алекса́ндрович Длу́ги (англ. Maxim Dlugy; род. 29 января 1966, Москва, РСФСР СССР) — американский шахматист, гроссмейстер (1986). Бывший президент шахматной федерации США, один из наиболее успешных бизнесменов в мире шахмат.

## Биография
Учился шахматам у дедушки и в кружке дома пионеров. В 1977 году эмигрировал с родителями (Александром и Ниной Длуги) в США. Имеет двух детей. 
Длуги работал на Уолл-стрит. Он стал руководителем российского фонда роста (англ. Russian Growth Fund). Бывший чемпион мира Гарри Каспаров ранее был связан с фондом Длуги.  
В апреле 2005 года, будучи в России, Длуги был арестован по обвинению в хищении 9 миллионов долларов. В том же году был оправдан и освобождён. 
С 2014 года является владельцем Chess Max Academy, шахматной школы для детей в Нью-Йорке и Коннектикуте, вырастившей четырёх мастеров и одного гроссмейстера. 

## Карьера

### Шахматная
Звание международного мастера получил в 1982 году. Спустя 3 года выиграл чемпионат мира по шахматам среди юниоров. Окончил школу Далтона в Нью-Йорке в 1984 году.
В 1990—1993 годах был президентом Шахматной федерации США.
Звание гроссмейстера получил в 1986 году за результат на Всемирной шахматной олимпиаде в Дубае. Играл за сборную США, которая перед последним туром шла на первом месте. 
Чемпион мира по быстрым шахматам. В чемпионате США (1984) поделил 3—6 места. Выиграл матч у Джона Федоровича — 3,5 : 2,5 (+2 −1 =3). В составе команды США участник межзонального турнира в Тунисе (1985), в котором поделил 6—8 места, и 27-й Олимпиады (1986) в Дубае, где выиграл 2 бронзовые медали (в команде и в индивидуальном зачёте).
Сильный игрок в быстрые шахматы, ранее занимал первое место в мире по версии Всемирной ассоциации блиц-шахмат. 
Вместе с Гарри Каспаровым был одним из организаторов предвыборной кампании Анатолия Карпова, когда тот баллотировался на пост президента ФИДЕ в 2010 году.

### Скандалы
В 2013 году Длуги помог расследовать скандал с мошенничеством, связанный с мастером ФИДЕ Бориславом Ивановым. По словам Длуги, шахматист использовал устройство в своей обуви, которое сигнализировало ему, как надо ходить. Иванов впоследствии был дисквалифицирован Болгарской шахматной федерацией. 
Дважды, в 2017 и 2020 годах, Длуги подозревали, позже признали в мошенничестве в онлайн-турнире Titled Tuesday на сайте chess.com. Инцидент привлёк к себе большое внимание после того, как Магнус Карлсен упомянул фамилию Длуги во время своего конфликта с Ниманном. Чемпион мира заявил, что Длуги ранее работал тренером Ниманна. Позже Vice опубликовал статью, в которой Chess.com разместил отчёты, показывающие, что Длуги был неоднократно уличён в жульничестве, после чего сайту пришлось полностью запретить ему участвовать во всех мероприятиях с денежными призами. 10 октября 2022 года Длуги сделал заявление, в котором отрицал факт мошенничества, защищал Ниманна и отрицал какую-либо причастность к его игре. 

## Выступления в международных соревнованиях
| Год  | Город          | Турнир | + | − | − | Результат | Место |
| ---- | -------------- | ------ | - | - | - | --------- | ----- |
| 1980 | Нью-Йорк       |        |   |   |   |           | 2—3   |
| 1982 | Гёусдал        |        |   |   |   |           | 1     |
| 1983 | Нью-Йорк       |        |   |   |   |           | 4—6   |
| 1985 | Нью-Йорк       |        |   |   |   |           | 1—6   |
| 1985 | Нью-Йорк       |        |   |   |   |           | 2—3   |
| 1985 | Филадельфия    |        |   |   |   |           | 1—3   |
| 1985 | Монпелье       |        |   |   |   |           | 1     |
| 1986 | Филадельфия    |        |   |   |   |           | 2—7   |
| 1987 | Сан-Бернардино |        |   |   |   |           | 1—4   |

## Изменения рейтинга
| График не отображается по техническим причинам. Чтобы исправить это, воспроизведите график в новом формате, если это возможно. |